# Twitter文学賞
Twitter文学賞（ツイッターぶんがくしょう）とは、日本のTwitterユーザーである「Twitter文学賞事務局」が運営していた文学イベント。アメリカ・サンフランシスコのTwitter社は一切関与していない。2010年に開始し、2019年に終了。後継イベントとして「みんなのつぶやき文学賞」が存在する。

## 概要
他の文学賞とは異なり、作家や評論家が選考に携わらず、一般のユーザーがTwitter上で、その年に最も面白いと思った小説を投票（ツイート）することで決まるところに特徴がある。
発起人は書評家の豊崎由美で、2011年に第1回「Twitter文学賞 ツイートで選ぶ2010年ホントに面白かった小説」を開催。以降、毎年開催されている。第4回は、東京国際文芸フェスティバルのサテライトイベントとして開催された。
毎回、結果発表日には、石井千湖・大森望・佐々木敦・杉江松恋・豊崎由美による座談会をUSTREAM配信していた。

## 受賞作

### 国内編1位
| 回               | 受賞者       | 受賞作                                    | 出版社       | 得票        |
| ---------------- | ------------ | ----------------------------------------- | ------------ | ----------- |
| 第1回（2010年）  | 盛田隆二     | 『二人静』                                | 光文社       | 27票/560票  |
| 第2回（2011年）  | 津原泰水     | 『11 eleven』                             | 河出書房新社 | 50票/584票  |
| 第3回（2012年）  | 小田雅久仁   | 『本にだって雄と雌があります』            | 新潮社       | 72票/646票  |
| 第4回（2013年）  | 松田青子     | 『スタッキング可能』                      | 河出書房新社 | 57票/776票  |
| 第5回（2014年）  | 木下古栗     | 『金を払うから素手で殴らせてくれないか?』 | 講談社       | 42票/632票  |
| 第6回（2015年）  | 舞城王太郎   | 『淵の王』                                | 新潮社       | 44票/616票  |
| 第7回（2016年）  | 佐藤亜紀     | 『吸血鬼』                                | 講談社       | 32票/601票  |
| 第8回（2017年）  | 加藤シゲアキ | 『チュベローズで待ってる』(AGE22)(AGE32)  | 扶桑社       | 323票/932票 |
| 第9回（2018年）  | 深緑野分     | 『ベルリンは晴れているか』                | 筑摩書房     | 48票/724票  |
| 第10回（2019年） | 佐藤亜紀     | 『黄金列車』                              | KADOKAWA     | 票/票       |

### 海外編1位
| 回               | 受賞者                                     | 受賞作                               | 出版社       | 得票       |
| ---------------- | ------------------------------------------ | ------------------------------------ | ------------ | ---------- |
| 第1回（2010年）  | ミランダ・ジュライ 岸本佐知子              | 『いちばんここに似合う人』           | 新潮社       | 28票/335票 |
| 第2回（2011年）  | ジュノ・ディアス 都甲幸治 久保尚美         | 『オスカー・ワオの短く凄まじい人生』 | 新潮社       | 43票/475票 |
| 第3回（2012年）  | ウラジーミル・ソローキン 望月哲男 松下隆志 | 『青い脂』                           | 河出書房新社 | 35票/465票 |
| 第4回（2013年）  | ローラン・ビネ 高橋啓                      | 『HHhH (プラハ、1942年)』            | 東京創元社   | 60票/520票 |
| 第5回（2014年）  | 閻連科 谷川毅                              | 『愉楽』                             | 河出書房新社 | 34票/470票 |
| 第6回（2015年）  | ケン・リュウ 古沢嘉通                      | 『紙の動物園』                       | 早川書房     | 48票/496票 |
| 第7回（2016年）  | アンソニー・ドーア 藤井光                  | 『すべての見えない光』               | 新潮社       | 51票/444票 |
| 第8回（2017年）  | コルソン・ホワイトヘッド 谷崎由依          | 『地下鉄道』                         | 早川書房     | 24票/464票 |
| 第9回（2018年）  | ミランダ・ジュライ 岸本佐知子              | 『最初の悪い男』                     | 新潮社       | 38票/479票 |
| 第10回（2019年） | ルシア・ベルリン 岸本佐知子                | 『清掃婦のための手引き書』           | 講談社       | 票/票      |